# Gian Luigi Fieschi
Pour les articles homonymes, voir Fieschi.
Gian Luigi Fieschi (né v. 1522 - mort le 2 janvier 1547 à Gênes) est un noble génois du XVIe siècle, descendant d'une des plus grandes familles de Ligurie, la famille Fieschi. 

## Biographie
Parmi ses ancêtres il y eut deux papes (Innocent IV et Adrien V), des cardinaux, un roi de Sicile, trois saints, et de nombreux amiraux et généraux de Gênes.
Sinibaldo Fieschi, son père, fut un ami proche de Andrea Doria, et rendit de nombreux services à la république génoise. À sa mort en 1532, Giovanni se trouva à l'âge de neuf ans à la tête de la famille et administrateur des terres familiales dont la seigneurie de Loano. Il se maria avec Eleonora Cybo, marquise de Massa, en 1540. C'était une femme d'une grande beauté et d'une grande influence. Il y eut beaucoup de raisons qui ont entraîné la haine de la famille Doria.
Il conspira contre Andrea Doria, qui exerçait le pouvoir suprême à Gênes, et contre Gianettino Doria, neveu d'Andrea, qui devait lui succéder. Il était déjà maître de la ville, et avait fait massacrer Gianettino, lorsqu'il tomba à la mer, le 2 janvier 1547, en passant sur une planche et se noya. 
Après sa disparition, la conspiration fut bientôt étouffée et ses complices cruellement punis. 
L'histoire de cette conspiration a été écrite en italien par Agostino Mascardi, 1629, et en français par le cardinal de Retz. 
Friedrich Schiller a mis sur la scène la Conjuration de Fieschi (Die Verschwörung des Fiesco zu Genua), qui inspira le cinéaste italien Ugo Falena qui réalisa en 1921 le film muet La congiura dei Fieschi.
Jacques-François Ancelot a écrit, en 1824, une tragédie Fiesque inspirée de cette page d'histoire.

## Source
- Marie-Nicolas Bouillet  et Alexis Chassang (dir.), « Gian Luigi Fieschi » dans Dictionnaire universel d’histoire et de géographie, 1878 (lire sur Wikisource)